# Марія Абраккіо
Марія Піа Абраккіо (італ. Maria Abbracchio) — італійська фармакологиня, яка досліджує біохімічну дію ліків на клітинному рівні. Вона проводила дослідження по всьому світу. Міжнародний медіа-центр Thomson Reuters назвав її найбільш цитованими вченими починаючи з 2006 року. Найбільш відома своєю роботою дослідження пуринових рецепторів і геномом білка GPR17, який вона відкрила. У 2014 році за наукові досягнення вона була нагороджена орденом "За заслуги перед Італійської Республікою".

## Біографія
Марія Піа Абраккіо народилася в Мілані. У 1979 році отримала ступінь магістра фрактамології. З 1980 по 1981 рік навчалася в аспірантурі  в Техаському університеті охорони здоров'я в Х'юстоні. У 1984 році вона закінчила спеціалізацію з токсикології в Міланському університеті, а в 1988 році захистила доктора наук з експериментальної медицини в Римі.
В 1988 рік отримує наукову премію Aldo Cestari за кращу програму навчання молодих фармакологів року від Італійського фармакологічного товариства. 1992 - 1993 роки є почесним науковим співробітником  Університетського коледж Лондона, Велика Британія.
У 1994 році вона працювала з професором Джеффрі Бернстоком, який досліджував пуринові рецептори. Згодом вона стала засновником Пуринового клубу - некомерційного наукового об’єднання для міжнародних дослідників, що вивчають патологічну фізіологію пуриноенергічної передачі сигналів. 
З 2000 року офіційний член Міжнародного союзу фармакології  номенклатурою та класифікацією рецепторів P2Y.
З 2003 року вона співпрацює з міждисциплінарною групою вчених для вдосконалення наукових досліджень в установах як в межах Італії, так і за кордоном, стає незалежним експерт Європейської Комісії з оцінки заявок на наукові гранти в галузі охорони здоров'я.
У 2006 році на симпозіумі  Товариства з Нейронауки Абраккіо представила результати досліджень, яке показувало підхід використання біохімічних сполук на клітинному рівні для інгібіторювання пошкодження мозку після інсульту. Її робота довела, що рецептори, пов'язані з G-білками (GPCR), беруть участь у контролі клітинної поведінки. 
Вчені розглядають Нейродегенеративні захворювання, такі як хвороба Паркінсон, Альцгеймер, розсіяний склероз і навіть інфаркти та інсульт, щоб побачити, як різні лікарські засоби взаємодіють з GPCR. Рецептор GPR17, виявлений Абраккіо, показав, що він реагує з певними препаратами для зменшення запалень мозку та покращення пам'яті та здібностей до навчання.
Абраккіо - практикуючий професор фармакології Міланського університету, вона керує командою з 12 наукових дослідників Науково-дослідної обсерваторії університету. Вона є автором або співавтором близько 150 наукових праць , з 2006 року занесена до списку найбільш цитованих дослідників Thomson Reuters. У 2014 році їй був присвоєний орден орден "За заслуги перед італійською республікою" президентом Італії Джорджіо Наполітано.